# Mahtab Keramati
Mahtab Keramati (* 17. Oktober 1970 in Teheran) ist eine iranische Schauspielerin. Im Jahr 2006 wurde sie zur UNICEF-Botschafterin im Iran ernannt.

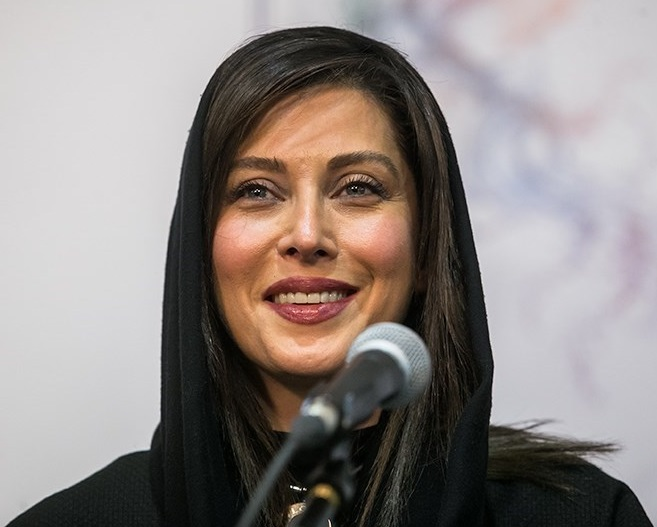
Mahtab Keramati (2018)

## Werdegang
Sie nahm an Schauspielkursen teil, als sie für die Rolle der Helen in Die Männer von Angelos ausgewählt wurde, was ihr nationale Anerkennung einbrachte. Später trat sie in Filmen wie Mummy III und Rain Man auf, für die sie für ein Fajr International Film Festival Crystal Simorgh nominiert wurde. Sie trat dann in Dramen wie Saint Mary (Film Mary Mary) und Crimson Soil sowie in den Filmen Hell, Purgatory, Alzheimer und Das Privatleben von Herrn und Frau M. auf und gewann einen Crystal Simorgh als beste Darstellerin in einer Nebenrolle für Twenty.

## Filmographie
- Mardi Az jense Bolour (1999)
- Mumiyayi 3 (2000)
- Mard Barani (2000)
- Behesht az ane To (2000)
- Molaghat ba Tooti (2003)
- Shahe Khamoosh (2003)
- Hashtpa (2005)
- Salvation at 8:20 (2005)
- Hess-e Penhan (2007)
- The Reward of Silence (2007)
- Adam (2007)
- Atash-e Sabz (2008)
- Shirin (2008)
- Tardid (2009)
- Women Are Angels (2009)
- Doozakh Barzakh Behesht (2009)
- Bist (2009)
- Shabane Rooz (2010)
- Adamkosh (2010)
- There Are Things You Don’t Know (2010)
- Alzheimer (2011)
- Absolutely Tame Is a Horse (2011)
- The Private Life of Mr. & Mrs. M (2012)
- Azar (2012)
- The Fourth Child (2013)
- Inadvertent (2014)
- Hussein Who Said No
- Ashbah (2014)
- Arghavan (2014)
- Jameh Daran (2015)
- Ice Age (2015)
- BIAFF Film Festival Promo Video 2017 (2017)
- Mazar-i-Sharif[2][3]

## Fernsehserien
- The Men of Angelos (1998)
- Saint Mary (2002)
- Khake Sorkh (2002)

## UNICEF-Botschafterin
Mahtab Keramati ist nach dem Fußballspieler Ali Daei die zweite UNICEF-Nationalbotschafter im Iran.